# Campionato africano femminile di pallavolo
Il campionato africano femminile di pallavolo è una competizione pallavolistica per squadre nazionali femminili africane, organizzata con cadenza biennale dalla CAVB.

## Edizioni
| Edizione      | Edizione      | Podio      | Podio     | Podio   |
| Anno          | Organizzatore | Campione   | Seconda   | Terza   |
| ------------- | ------------- | ---------- | --------- | ------- |
| 1976 Dettagli | Egitto        | Egitto     | Tunisia   | Marocco |
| 1985 Dettagli | Tunisia       | Tunisia    | Egitto    | Camerun |
| 1987 Dettagli | Marocco       | Tunisia    | Marocco   | Egitto  |
| 1989 Dettagli | Mauritius     | Egitto     | Mauritius | Algeria |
| 1991 Dettagli | Egitto        | Kenya      | Egitto    | Camerun |
| 1993 Dettagli | Nigeria       | Kenya      | Egitto    | Nigeria |
| 1995 Dettagli | Kenya         | Kenya      | Nigeria   | Tunisia |
| 1997 Dettagli | Egitto        | Kenya      | Nigeria   | Angola  |
| 1999 Dettagli | Nigeria       | Tunisia    | Camerun   | Nigeria |
| 2001 Dettagli | Nigeria       | Seychelles | Nigeria   | Camerun |
| 2003 Dettagli | Kenya         | Egitto     | Kenya     | Camerun |
| 2005 Dettagli | Nigeria       | Kenya      | Nigeria   | Egitto  |
| 2007 Dettagli | Kenya         | Kenya      | Algeria   | Tunisia |
| 2009 Dettagli | Algeria       | Algeria    | Tunisia   | Camerun |
| 2011 Dettagli | Kenya         | Kenya      | Algeria   | Egitto  |
| 2013 Dettagli | Kenya         | Kenya      | Camerun   | Tunisia |
| 2015 Dettagli | Kenya         | Kenya      | Algeria   | Camerun |
| 2017 Dettagli | Camerun       | Camerun    | Kenya     | Egitto  |
| 2019 Dettagli | Egitto        | Camerun    | Kenya     | Senegal |
| 2021 Dettagli | Ruanda        | Camerun    | Kenya     | Marocco |
| 2023 Dettagli | Camerun       | Kenya      | Egitto    | Camerun |

## Medagliere
| Pos. | Squadra    | 1º posto | 2º posto | 3º posto | Totale |
| ---- | ---------- | -------- | -------- | -------- | ------ |
| 1    | Kenya      | 10       | 4        | -        | 14     |
| 2    | Egitto     | 3        | 4        | 4        | 11     |
| 3    | Camerun    | 3        | 2        | 7        | 12     |
| 4    | Tunisia    | 3        | 2        | 3        | 8      |
| 5    | Algeria    | 1        | 3        | 1        | 5      |
| 6    | Seychelles | 1        | -        | -        | 1      |
| 7    | Nigeria    | -        | 4        | 2        | 6      |
| 8    | Marocco    | -        | 1        | 2        | 3      |
| 9    | Mauritius  | -        | 1        | -        | 1      |
| 10   | Angola     | -        | -        | 1        | 1      |
| 10   | Senegal    | -        | -        | 1        | 1      |